# Islisberg
Islisberg (schweizerdeutsch: ˈiʓliʃˌpærɡ) ist eine Einwohnergemeinde im Schweizer Kanton Aargau. Sie ist die östlichste Gemeinde im Bezirk Bremgarten, liegt an der Grenze zum Kanton Zürich und entstand erst 1983 durch die Trennung der ehemaligen Gemeinde Arni-Islisberg.

## Geographie
Das Dorf liegt zuoberst auf einem Hügel, der eine Fortsetzung des Höhenzuges Holzbirrliberg darstellt. Der Hügel trägt den gleichen Namen wie das Dorf, wird aber oft auch «Himmel» genannt. Gegen Süden, Westen und Nordwesten fällt das Gelände steil ab. Nach Nordosten hingegen erstreckt sich eine rund zwei Kilometer lange Hochebene, die weit in das Gebiet des Kantons Zürich hineinragt. Aus diesem Grund ist das Gemeindegebiet auf drei Seiten von zürcherischem Gebiet umgeben; nur im Westen grenzt Islisberg an den Aargau.
Die Fläche des Gemeindegebiets beträgt 166 Hektaren, davon sind 34 Hektaren mit Wald bedeckt und 18 Hektaren überbaut. Der höchste Punkt befindet sich auf 680 Metern inmitten des Dorfzentrums, der tiefste auf 580 Metern an der nordwestlichen Gemeindegrenze. Nachbargemeinden sind Aesch im Norden, Bonstetten im Osten, Hedingen im Süden und Arni im Westen.

## Geschichte
Es wird angenommen, dass bereits im 5. Jahrhundert die Alamannen sich auf dem exponierten Hügel niederliessen. Die erste urkundliche Erwähnung von Nidolperhc erfolgte im Jahr 1185. Der Ortsname stammt vom althochdeutschen Nidoltesberg und bedeutet «Berg(siedlung) des Nidolt». Diese Namensform schliff sich rasch ab, bereits 1305 ist der Name Isbolzberg belegt.
Das Dorf war Teil des Kelnhofes Lunkhofen, der im Jahr 694 dem Kloster St. Leodegar in Luzern geschenkt worden war und neben Islisberg auch Arni, Jonen, Oberlunkhofen und Unterlunkhofen umfasste. 1291 kaufte Rudolf I. den Kelnhof, auch die Stadt Luzern und 15 weitere Dörfer gelangten für 2000 Mark Silber in den Besitz der Habsburger. Diese Transaktion war eine der Ursachen, dass die drei Urkantone die Eidgenossenschaft gründeten. Nachdem der Kelnhof verwaltungstechnisch zuerst zum Freiamt Affoltern gehört hatte, bildete er zwanzig Jahre später ein eigenes Amt, das so genannte Kelleramt. 1415 wurde Islisberg durch die Stadt Zürich erobert. Während die Zürcher die Blutgerichtsbarkeit übernahmen, war die niedere Gerichtsbarkeit bereits seit 1410 im Besitz der Stadt Bremgarten. 1529 wurde die Bevölkerung von Islisberg reformiert, musste aber 1531 nach dem Zweiten Kappelerkrieg wieder zum Katholizismus übertreten. 1797, ein Jahr vor dem Zusammenbruch der alten Herrschaftsverhältnisse, verkaufte Bremgarten seine Rechte an die Dorfgemeinschaften.
Nach der Eroberung der Schweiz durch die Franzosen und der Ausrufung der Helvetischen Republik im März 1798 wurde das Kelleramt aufgelöst, und es entstanden die Gemeinden Ober- und Unterlunkhofen, Jonen, Arni und Islisberg. Diese gehörten zunächst zum kurzlebigen liberalen Kanton Baden und gelangten 1803 zum liberalen Kanton Aargau; die Bewohner hatten zunächst allerdings einen Anschluss an Zug oder Zürich bevorzugt. Mit dem Beitritt zum neuen Kanton wurden Islisberg und Arni zur Gemeinde Arni-Islisberg zusammengeschlossen. Bis weit ins 20. Jahrhundert hinein blieb Islisberg landwirtschaftlich geprägt.
Bei der Gründung des Aargaus wurde an der bereits damals mangelhaften Gemeindeform nicht gerüttelt: Bereits damals bildete sich schon der Sprachgebrauch heraus, wonach man bei Arni von einer Gemeinde, bei Islisberg aber bloss von einem «Hof» sprach. So verfügte Islisberg weder über ein Gemeinde- noch ein Armengut. Durch den Umstand des fehlenden Ortbürger-Gemeindestatus war es Islisberg nicht möglich, Ortsbürger aufzunehmen. Als 1816 Konrad Ribary aus Grenoble in Islisberg sesshaft werden und sich das Bürgerrecht der Gemeinde und des Kantons erwerben wollte, spitzte sich die Situation zu. Daraufhin berief der in Islisberg wohnhafte Gemeinderat von Arni-Islisberg eine Versammlung ein, an der die Islisberger Ribary in ihrer vermeintlichen Gemeinde aufnahmen. Jedoch legten zwei reiche Bauern, die selbst nicht an der Versammlung zugegen waren, beim Regierungsrat eine Beschwerde gegen den Beschluss ein.

Luftansicht (1950)

Eine Kommission wurde eingeschaltet und kam zum Schluss, dass Islisberg, neben dem nicht vorhandenen Gemeinde- und Armengut, ortsbürgerrechtlich auch nicht zu Arni gehöre. Islisberg gehöre also zu nichts und zu niemanden. Die Aargauer Regierung wies trotz der Aussprache die Belange der Arner und Islisberger ab; der Staat habe kein Interesse an einer kleinen, vom Finanzausgleich abhängigen Kommune. Trotz alledem wurde 1817 die Ortsbürgerschaft von Islisberg bestätigt.
In der zweiten Hälfte des 20. Jahrhunderts fühlten sich die Bewohner Islisbergs vom schnell wachsenden Arni immer mehr an den Rand gedrängt, obwohl sie selbständig über Steuerbelange, das Schulwesen und das Bauwesen entscheiden konnten. 1974 forderten sie in einer Konsultativabstimmung die Bildung einer eigenständigen Gemeinde. Der Grosse Rat des Kantons Aargau lehnte dies 1978 zunächst ab, da es noch keine gesetzlichen Grundlagen dafür gab. 1981 wurde dann die Trennung beschlossen, die ein Jahr später vom Grossen Rat oppositionslos bestätigt und am 1. Januar 1983 vollzogen wurde. Kurz nach Erlangung der Eigenständigkeit setzte aufgrund der Nähe zu Zürich und der attraktiven Wohnlage ein markanter Bauboom ein, der die Einwohnerzahl um mehr als das Dreifache ansteigen liess.

## Wappen
Die Blasonierung des Gemeindewappens lautet: «Schräg geteilt von Gelb mit schreitendem rotem Löwen und von Blau mit weissem Schlüssel.» Nach der Auflösung der Gemeinde Arni-Islisberg behielt Arni das bestehende Wappen bei. Islisberg verwendet dieselben Figuren und Farben, jedoch mit einer Schrägteilung. Der Löwe steht für die Stadt Bremgarten, die einst die niedere Gerichtsbarkeit ausgeübt hatte, der Schlüssel für das Kelleramt.

## Bevölkerung
Die Einwohnerzahlen entwickelten sich wie folgt (bis 1970 inkl. Arni):
| Jahr      | 1850 | 1900 | 1930 | 1950 | 1960 | 1970 | 1980 | 1990 | 2000 | 2010 | 2020 |
| Einwohner | 432  | 434  | 430  | 397  | 401  | 650  | 157  | 259  | 405  | 548  | 643  |

Am 31. Dezember 2023 lebten 690 Menschen in Islisberg, der Ausländeranteil betrug 14,5 %. Bei der Volkszählung 2015 bezeichneten sich 37,0 % als römisch-katholisch und 23,1 % als reformiert; 39,9 % waren konfessionslos oder gehörten anderen Glaubensrichtungen an. 94,1 % gaben bei der Volkszählung 2000 Deutsch als ihre Hauptsprache an und 2,7 % Englisch.

## Politik und Recht
Die Versammlung der Stimmberechtigten, die Gemeindeversammlung, übt die Legislativgewalt aus. Ausführende Behörde ist der fünfköpfige Gemeinderat. Er wird im Majorzverfahren vom Volk gewählt, seine Amtsdauer beträgt vier Jahre. Der Gemeinderat führt und repräsentiert die Gemeinde. Dazu vollzieht er die Beschlüsse der Gemeindeversammlung und die Aufgaben, die ihm vom Kanton zugeteilt wurden. Für Rechtsstreitigkeiten ist in erster Instanz das Bezirksgericht Bremgarten zuständig. Islisberg gehört zum Friedensrichterkreis VII (Bremgarten).

## Wirtschaft
In Islisberg gibt es gemäss der im Jahr 2015 erhobenen Statistik der Unternehmensstruktur (STATENT) rund 70 Arbeitsplätze, davon 31 % in der Landwirtschaft, 8 % in der Industrie und 61 % im Dienstleistungssektor. Die überwiegende Mehrheit der Erwerbstätigen sind Wegpendler und arbeiten in der Agglomeration Zürich.

## Verkehr
Islisberg liegt zwar abseits der viel befahrenen Durchgangsstrassen, ist aber durch Ortsverbindungsstrassen mit diesen verbunden. Eine Postautolinie führt von Arni über Islisberg zum Bahnhof Bonstetten-Wettswil, wo Anschluss an die S-Bahn Zürich besteht. Die am 13. November 2009 eröffnete Autobahn A4 führt im 4,65 Kilometer langen Islisbergtunnel knapp ausserhalb der Grenzen der Gemeinde Islisberg vorbei.

## Bildung
Die Gemeinde verfügt über einen Kindergarten und ein Schulhaus, in dem die Primarschule unterrichtet wird. Aufgrund der engen Verflechtung mit dem Kanton Zürich und der schlechten Erreichbarkeit der Schulstandorte im Aargau wird nach dem Lehrplan des Nachbarkantons unterrichtet. Deshalb besuchen die Islisberger Kinder die Oberstufen in der zürcherischen Gemeinde Bonstetten. Das nächstgelegene Gymnasium ist die Kantonsschule Limmattal in Urdorf, hinzu kommen verschiedene Gymnasien in der Stadt Zürich.

## Persönlichkeiten
- Nicolas Gygax (* 1996), Freestyle-Skispringer